# Anton Cincu
Anton Cincu (1831–1894) a fost un om politic și filantrop român, primul primar ales (având 4 mandate) al orașului Tecuci.

## Date biografice
S-a născut la 8 noiembrie 1831 în Tecuci, în familia lui Tudoran și Smaranda Cincu, boieri moldoveni ai locului. Serdarul Tudoran și soția sa au ctitorit în anul 1850 biserica „Sfântul Ioan Botezătorul”, având moșii pe care s-a dezvoltat mai târziu o parte din oraș. 
Provenit dintr-o familie cu 5 copii, este singurul care ajunge la maturitate (ceilalți decedând la vârste fragede, iar sora sa Catrina la vârsta de 18 ani). A primit o educație aleasă, având cunoștințe economice, administrative, agronomice, dar și în domeniul limbilor străine. Ia de soție pe Sultana Nistor, descendenta unei familii boierești cu proprietăți funciare în zona de nord a actualului județ Vrancea (în preajma localităților Adjud, Panciu, Soveja). Vor avea împreună 10 copii, dintre care 6 ating vârsta maturității.

## Activitatea politică și administrativă
Din anul 1856 intră în viața politică a țării, ca reprezentant al tecucenilor în Cameră și Senat, militând pentru constituirea unui sistem sanitar accesibil păturilor largi; în 1864 ajunge primul primar ales al orașului Tecuci, funcția de efor (echivalentul primarului) fiind până în acel moment ocupată prin desemnarea de către autoritatea centrală (domnie). Va fi reales în anii 1866, 1868 și 1871, an în care se retrage în urma unor probleme de sănătate, rămânând consilier orășenesc.
În perioada în care s-a aflat în fruntea urbei inițiază lucrările de asanare a mlaștinilor pârâului Tecucel, fiind preocupat de prevenirea malariei. Pentru cei lipsiți de mijloace materiale, oferă sub formă de donație una din proprietățile sale megieșite Tecuciului, pentru a-și construi locuințe. Alte terenuri au fost puse la dispoziția armatei, Tecuciul devenind sediul a 4 regimente: 2 de cavalerie, unul de artilerie și unul de infanteriști. Legat de prevenirea incendiilor, se construiește Foișorul de foc al orașului, cu înălțimea de 22 de metri; în aceeași idee, Anton Cincu insistă ca tecucenii să renunțe la construcțiile din lemn pentru cele din cărămidă, mult mai puțin vulnerabile la foc.  Tot în mandatul său se amenajează bulevardul Gării de Sud și se pavează cu piatră cubică mai multe străzi.
Pe parcursul mandatului nu a acceptat să fie plătit în vreun fel pentru munca lui, ba chiar a donat bani și două moșii orașului.

## Moștenirea

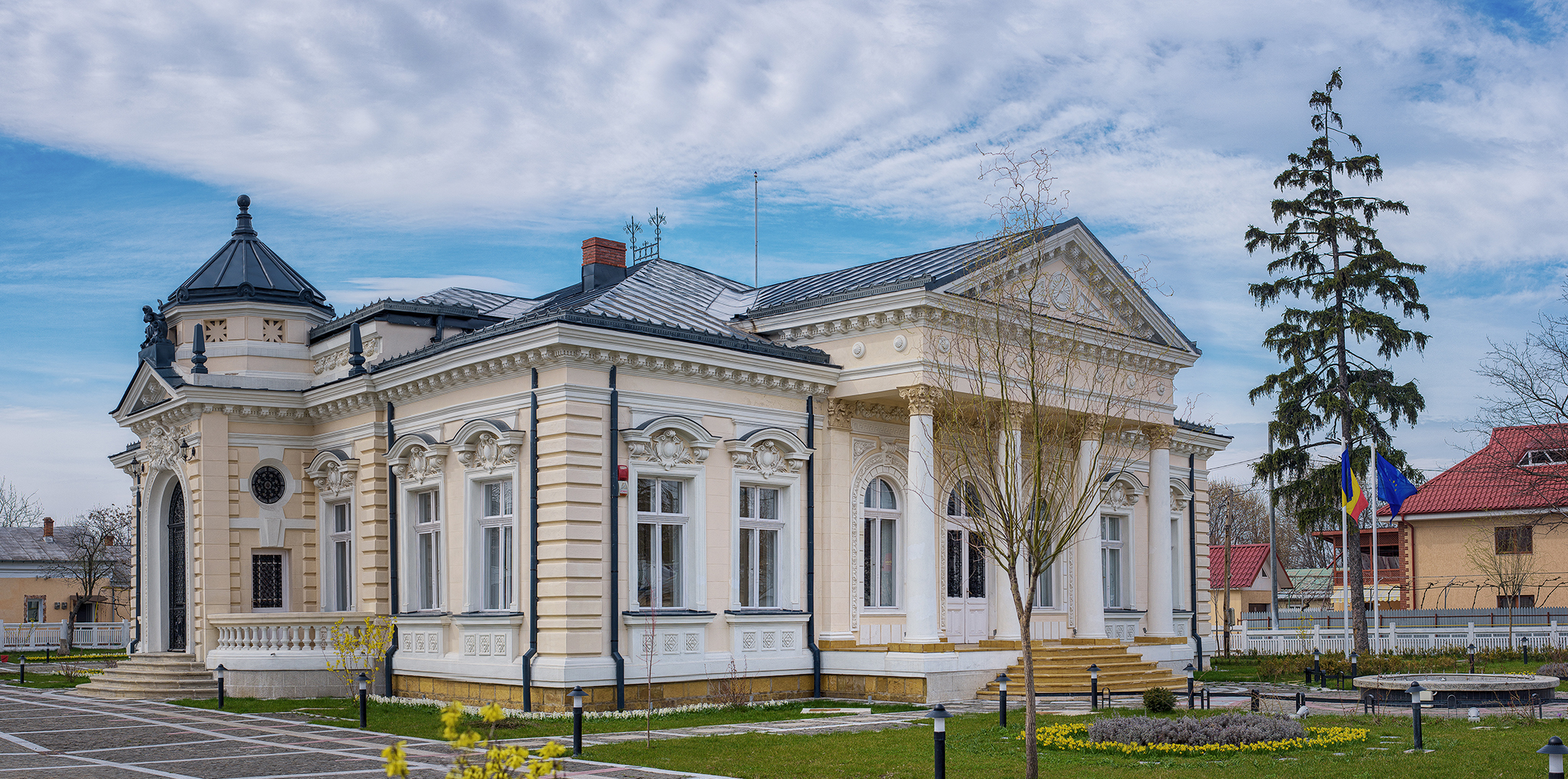
Muzeul de Istorie „Teodor Cincu" Tecuci

Preocuparea sa pentru sănătatea și binele semenilor s-a manifestat până la finalul vieții, survenit în data de 6 august 1894. Testamentul său prevede ca suma de 200.000 de lei aur să fie folosită pentru construcția unui spital modern în Tecuci. Fiul său, Teodor Cincu, care a pășit pe urmele tatălui său, fiind în trei rânduri primar, i-a dus la îndeplinire dorința, inaugurând în 1904 spitalul municipal, redenumit după numele inițiatorului său în anul 1990. Până în anul 1947, când comuniștii se instalează la conducerea țării, spitalul a fost administrat din veniturile moșiei Capoteasca (din județul Râmnicu Sărat), donată Tecuciului de către Anton Cincu în acest scop. Tot datorită generozității acestui om s-a subvenționat școala din Cărăpcești, s-au construit spitalul din Nicorești, podul din Țigănești și s-a amenajat șoseaua dintre Tecuci și Nicorești.
Fiul său Teodor a dus mai departe opera ctitoricească și filantropică a tatălui. În anul 1934 donează una din casele tatălui său pentru constituirea unui muzeu mixt orășenesc, actualul Muzeu de Istorie „Teodor Cincu".